# Eddie Gaven
Eddie Gaven (Hamilton Township, 25 de outubro de 1986) é um ex-futebolista e atual treinador norte-americano que atou como meio-campo. Atualmente é treinador da univerisdade de Ave Maria.

## Títulos
Columbus Crew
- Major League Soccer MLS Cup: 2008
- Major League Soccer Supporters Shield: 2008, 2009